# Österreichische Gesellschaft für Neuropsychopharmakologie und Biologische Psychiatrie
Die Österreichische Gesellschaft für Neuropsychopharmakologie und Biologische Psychiatrie ist ein Verein im Bereich der Psychopharmakologie. Sie wurde 1998 gegründet; ihr Sitz ist Wien. Sie vereint Psychiater, Neurowissenschaftler und Pharmahersteller. Ihre Ziele sind Weiterbildung und Forschung. Sie gibt die Zeitschrift CliniCum NeuroPsy heraus. Zum Vorstand zählt Siegfried Kasper.
Zentrale Vereinsregister Zahl: 006123253